# 1996年夏季残疾人奥林匹克运动会香港代表团
1996年夏季残疾人奥林匹克运动会香港代表团是香港派出的1996年夏季残疾人奥林匹克运动会代表团。这是香港特别行政区成立前，该地最后一次以英属领地身份参加残奥。获得5枚金牌、5枚银牌和5枚铜牌。